# Expedition 53
Expedition 53 var den 53:e expeditionen till Internationella rymdstationen (ISS). Expeditionen började 3 september 2017 då delar av Expedition 52s besättning återvände till jorden med Sojuz MS-04.
Aleksandr Misurkin, Mark T. Vande Hei och Joseph M. Acaba anlände till stationen med Sojuz MS-06 den 13 september 2017.
Expeditionen avslutades den 14 december 2017, då Randolph Bresnik, Sergej Nikolajevitj Rjazanskij och Paolo Nespoli återvände till jorden med Sojuz MS-05.

## Besättning
| Position       | Första delen (3 - 13 september 2017)                    | Andra delen (13 september - 14 december 2017)           |
| -------------- | ------------------------------------------------------- | ------------------------------------------------------- |
| Befälhavare    | Randolph Bresnik, NASA Hans andra rymdfärd              | Randolph Bresnik, NASA Hans andra rymdfärd              |
| Flygingenjör 1 | Sergej Nikolajevitj Rjazanskij, RSA Hans andra rymdfärd | Sergej Nikolajevitj Rjazanskij, RSA Hans andra rymdfärd |
| Flygingenjör 2 | Paolo Nespoli, ESA Hans tredje rymdfärd                 | Paolo Nespoli, ESA Hans tredje rymdfärd                 |
| Flygingenjör 3 |                                                         | Aleksandr Misurkin, RSA Hans andra rymdfärd             |
| Flygingenjör 4 |                                                         | Mark T. Vande Hei, NASA Hans första rymdfärd            |
| Flygingenjör 5 |                                                         | Joseph M. Acaba, NASA Hans tredje rymdfärd              |

## Bildgalleri

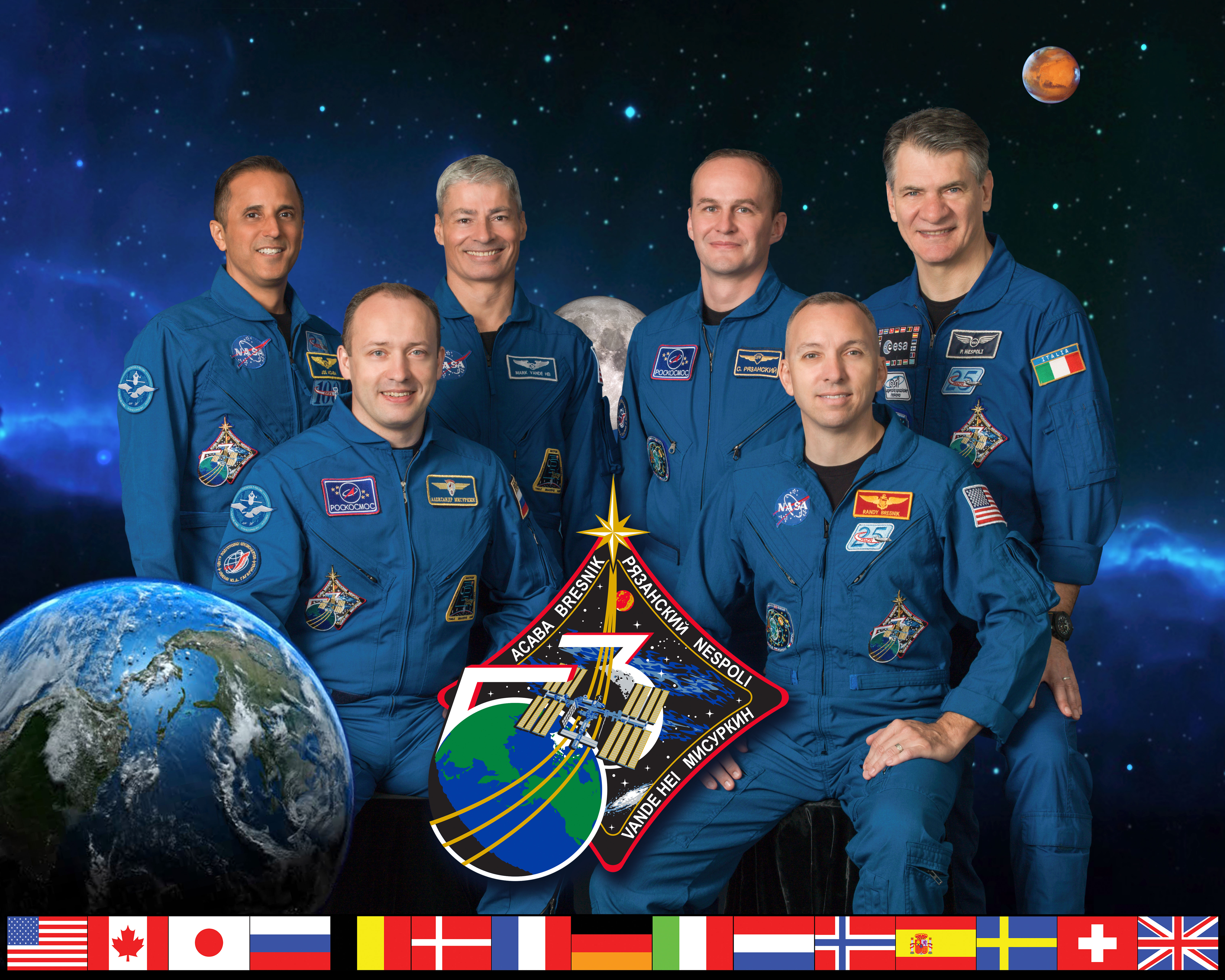
Expedition 53 besättning.
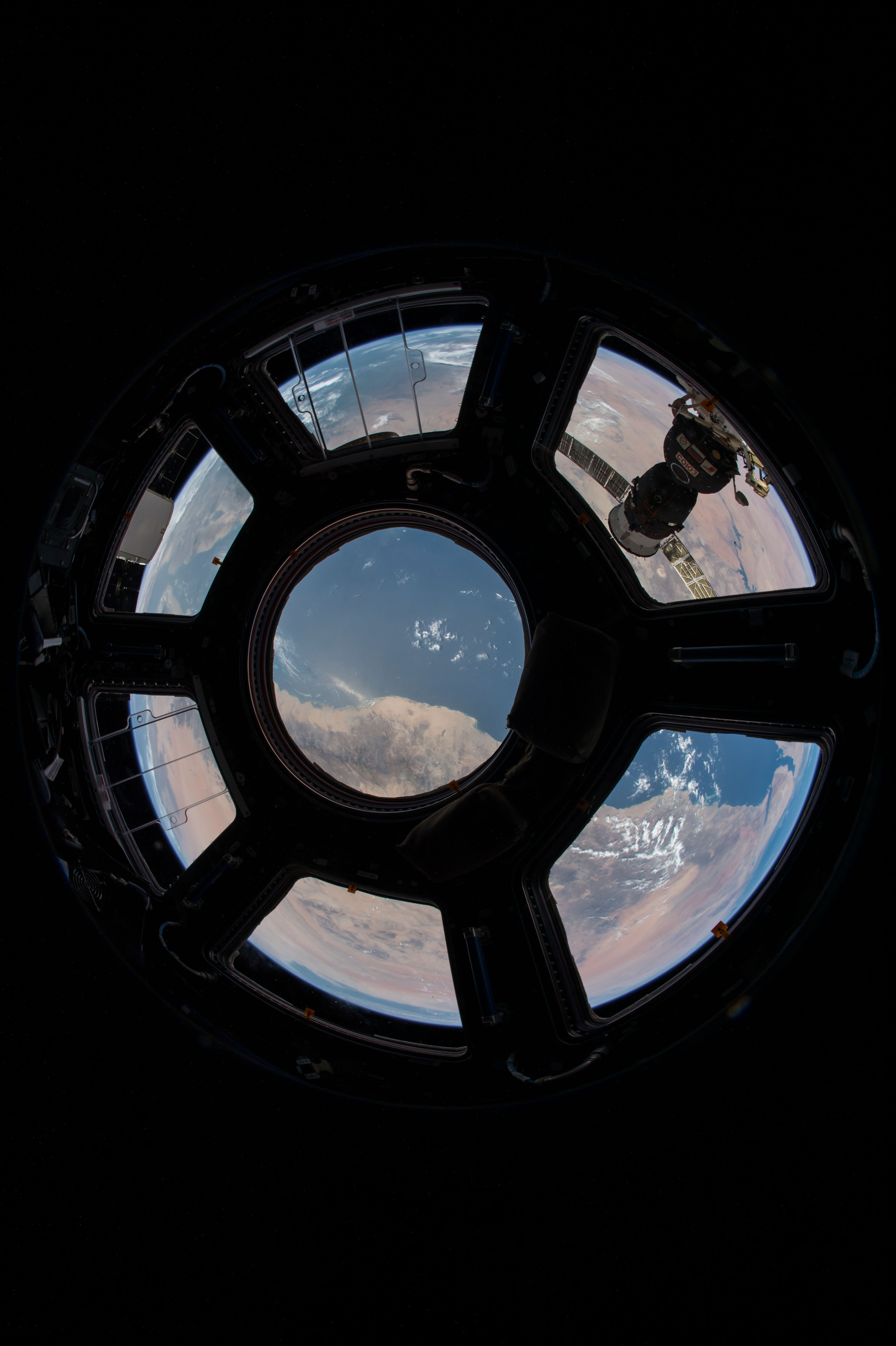
Vy mot jorden (Röda havet), fotograferad 8 september 2017 under Expedition 53.